# Bob Allen (baloncestista)
Robert J. "Bob" Allen (Port Huron, Míchigan, 17 de julio de 1946) es un exbaloncestista estadounidense que disputó una temporada en la NBA. Con 2,06 metros de estatura, lo hacía en la posición de ala-pívot.

## Trayectoria deportiva

### Universidad
Jugó durante tres temporadas con los Thundering Herd de la Universidad Marshall, donde todavía permanece como cuarto máximo reboteador de la historia del centro, con 919 rebotes, llevando a su equipo a dos participaciones consecutivas en el NIT.

### Profesional
Fue elegido en la septuagésimo primera posición del Draft de la NBA de 1968 por San Francisco Warriors, con los que disputó una temporada, en la que promedió 1,8 puntos y 2,1 rebotes por partido.

## Estadísticas de su carrera en la NBA

### Temporada regular
| Temporada | Edad | Equipo                 | Liga | Pos. | P  | TIT | MIN | TC  | TCA | %TC  | 3P | 3PA | %3P | TL  | TLA | %TL  | R.OF. | R.DEF. | REB | ASIS | ROB | TAP | PER | FP  | PTS |
| 1968-69   | 22   | San Francisco Warriors | NBA  | PF   | 27 |     | 8.6 | 0.5 | 1.6 | .326 |    |     |     | 0.7 | 1.3 | .556 |       |        | 2.1 | 0.4  |     |     |     | 1.0 | 1.8 |
| Total     |      |                        | NBA  |      | 27 |     | 8.6 | 0.5 | 1.6 | .326 |    |     |     | 0.7 | 1.3 | .556 |       |        | 2.1 | 0.4  |     |     |     | 1.0 | 1.8 |

### Playoffs
| Temporada | Edad | Equipo                 | Liga | Pos. | P | TIT | MIN | TC  | TCA | %TC  | 3P | 3PA | %3P | TL  | TLA | %TL  | R.OF. | R.DEF. | REB | ASIS | ROB | TAP | PER | FP  | PTS |
| 1968-69   | 22   | San Francisco Warriors | NBA  | PF   | 3 |     | 6.3 | 0.0 | 1.3 | .000 |    |     |     | 1.3 | 2.3 | .571 |       |        | 2.0 | 0.0  |     |     |     | 0.7 | 1.3 |
| Total     |      |                        | NBA  |      | 3 |     | 6.3 | 0.0 | 1.3 | .000 |    |     |     | 1.3 | 2.3 | .571 |       |        | 2.0 | 0.0  |     |     |     | 0.7 | 1.3 |